# 야라강

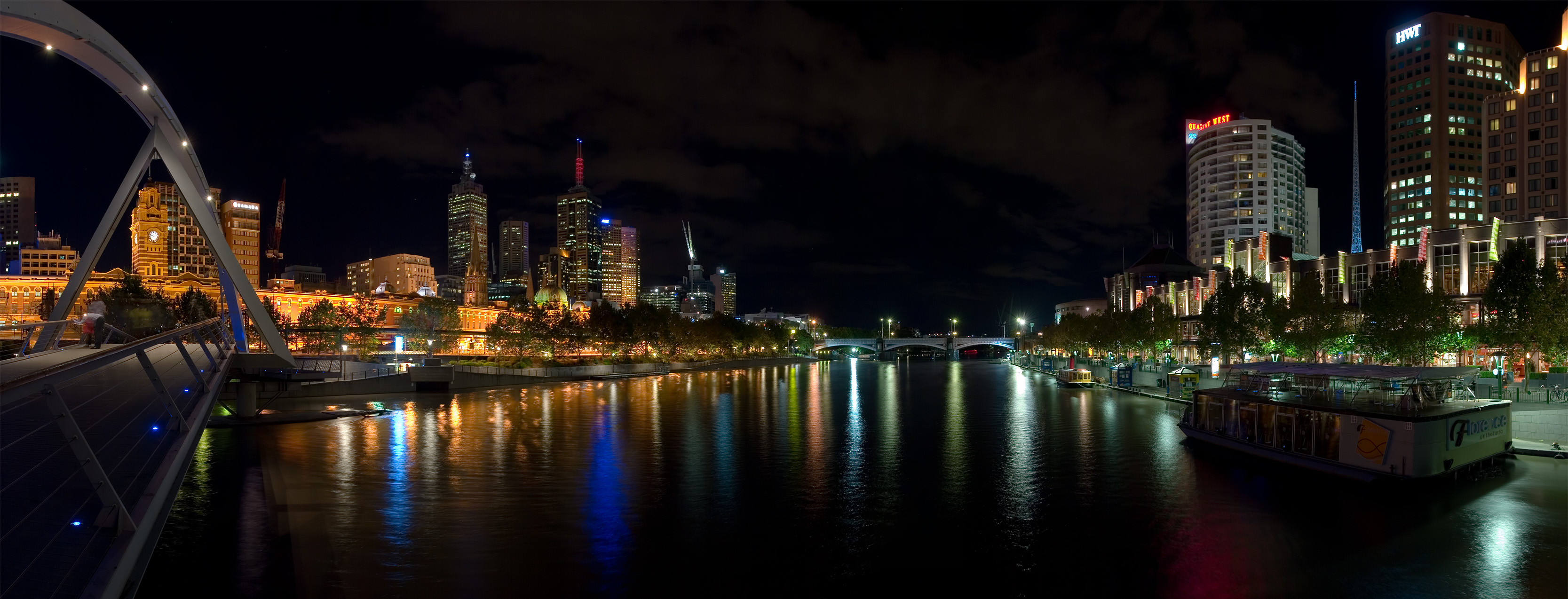
야라강 파노라마

야라강(영어: Yarra River)은 오스트레일리아 빅토리아주에 위치한 강이다. 다른 이름으로는 비라룽(Birrarung)이라고도 한다.
강의 하류는 1835년 멜버른시가 세워진 곳으로 광역 멜버른이 하류의 풍경을 지배하고 영향을 미친다. 야라산맥의 근원에서 서쪽으로 242 km를 흘러서 멜버른을 지나 평야로 접어든 후 최북단 포트 필립의 홉슨만으로 흘러간다.